# Mubárak Busszufa
Mubárak "Mbark" Busszufa (arabul: مُبارك بوصوفا , a nyugati sajtóban sokszor: Mbark Boussoufa) (Amszterdam, 1984. augusztus 15. –) marokkói válogatott labdarúgó, aki jelenleg az arab emírségekbeli Al-Dzsazira játékosa.

## Pályafutása

### Korai évek
Mubárak Busszufa pályafutása korai éveit az AFC Ajax és a Chelsea akadémiáján töltötte mielőtt 2004-ben csatlakozott a belga Gent csapatához. A 2005-2006-os idény végén őt választották az év játékosának, és az év fiatal játékosának, valamint ő lett a bajnokság gólkirálya is. 2006 júniusában négyéves szerződést írt alá az Anderlechttel, a belga klub 3 és fél millió eurót fizetett érte.

### Anderlecht
A brüsszeli csapatnál hamar alapemberré nőtte ki magát, első idényében bajnoki címet és szuperkupa győzelmet ünnepelhetett. A következő két idényben a második helyen végzett csapatával a bajnokságban, 2008-ban kupagyőztes lett az Anderlechttel. A 2009-10-es idényben 14 gólt és 20 gólpasszt jegyzett, egymás után másodszor, összességében harmadszor lett az év játékosa, és újabb bajnoki címet ünnepelhetett, valamint újra ő lett a bajnokság gólkirálya.
Az idény végén új szerződést kötött, ezzel ő lett a legjobban fizetett labdarúgó Belgiumban. 2011. március 7-én az orosz Tyerek Groznij bejelentette szerződtetését, azonban Boussoufa visszakozott, majd néhány nap múlva aláírt a szintén orosz Anzsi Mahacskalához.

### Oroszországi évek
A dagesztáni együttesnél három idényt töltött, majd a Lokomotyiv Moszkvához szerződött, akikkel 2015-ben kupagyőzelmet ünnepelhetett. Rövid időre kölcsönbe visszatért a Genthez, majd 2016 nyarán az Arab Emírségek-beli Al-Dzsazira játékosa lett.

### Válogatott
Bár származása szerint játszhatna a holland válogatottban is, ő Marokkót választotta. Az afrikai ország nemzeti együttesében ezidáig 40 alkalommal szerepelt, és 6 gólt lőtt.

### Statisztika
(2016. március 4-ei állapot)
| Klub               | Idény          | Bajnokság     | Bajnokság | Bajnokság     | Kupa  | Kupa  | Kupa     | Nemzetközi    | Nemzetközi | Nemzetközi | Összes        | Összes | Összes   |
| Klub               | Idény          | Pályára lépés | Gólok     | Pályára lépés | Gólok | Gólok | Gólpassz | Pályára lépés | Gólok      | Gólpassz   | Pályára lépés | Gólok  | Gólpassz |
| ------------------ | -------------- | ------------- | --------- | ------------- | ----- | ----- | -------- | ------------- | ---------- | ---------- | ------------- | ------ | -------- |
| KAA Gent           | 2004–05        | 29            | 5         | 2             | 3     | 0     | 0        | -             | -          | -          | 32            | 5      | 2        |
| KAA Gent           | 2005–06        | 28            | 9         | 16            | 4     | 1     | 1        | 6             | 1          | 0          | 38            | 11     | 17       |
| KAA Gent           | 2006–07        | 2             | 0         | 0             | 0     | 0     | 0        | 2             | 0          | 0          | 4             | 0      | 0        |
| Összesen           | Összesen       | 59            | 14        | 18            | 7     | 1     | 1        | 8             | 1          | 0          | 74            | 16     | 19       |
| Anderlecht         | 2006–07        | 32            | 8         | 11            | 7     | 2     | 0        | 6             | 0          | 2          | 45            | 10     | 13       |
| Anderlecht         | 2007–08        | 22            | 5         | 7             | 7     | 3     | 2        | 6             | 0          | 0          | 35            | 8      | 9        |
| Anderlecht         | 2008–09        | 35            | 11        | 14            | 2     | 0     | 0        | 2             | 0          | 1          | 39            | 11     | 15       |
| Anderlecht         | 2009–10        | 36            | 14        | 24            | 4     | 1     | 2        | 13            | 3          | 3          | 53            | 18     | 29       |
| Anderlecht         | 2010–11        | 23            | 10        | 14            | 3     | 0     | 3        | 9             | 1          | 4          | 35            | 11     | 21       |
| Összesen           | Összesen       | 148           | 48        | 70            | 23    | 6     | 7        | 36            | 4          | 10         | 207           | 58     | 87       |
| Anzsi Mahacskala   | 2011–12        | 38            | 7         | 6             | 1     | 0     | 0        | 0             | 0          | 0          | 39            | 7      | 6        |
| Anzsi Mahacskala   | 2012–13        | 26            | 4         | 8             | 4     | 0     | 1        | 14            | 2          | 7          | 44            | 6      | 16       |
| Anzsi Mahacskala   | 2013–14        | 4             | 0         | 0             | 0     | 0     | 0        | 0             | 0          | 0          | 4             | 0      | 0        |
| Összesen           | Összesen       | 68            | 11        | 14            | 5     | 0     | 1        | 14            | 2          | 7          | 87            | 13     | 22       |
| Lokomotyiv Moszkva | 2013–14        | 21            | 2         | 5             | 0     | 0     | 0        | 0             | 0          | 0          | 21            | 2      | 5        |
| Lokomotyiv Moszkva | 2014–15        | 17            | 1         | 4             | 3     | 3     | 1        | 0             | 0          | 0          | 20            | 4      | 5        |
| Lokomotyiv Moszkva | 2015–16        | 1             | 0         | 0             | 0     | 0     | 0        | 0             | 0          | 0          | 1             | 0      | 0        |
| Összesen           | Összesen       | 39            | 3         | 9             | 3     | 3     | 1        | 0             | 0          | 0          | 42            | 6      | 10       |
| KAA Gent           | 2015–16        | 11            | 2         | 1             | 0     | 0     | 0        | 0             | 0          | 0          | 11            | 2      | 1        |
| Összesen           | Összesen       | 11            | 2         | 1             | 0     | 0     | 0        | 0             | 0          | 0          | 11            | 2      | 1        |
| Karrier összes     | Karrier összes | 325           | 78        | 112           | 38    | 10    | 10       | 58            | 7          | 17         | 421           | 95     | 139      |

## Sikerei, díjai

### Klub
RSC Anderlecht
Belga Jupiler League
- Bajnok: 2006-07, 2009-10

Belga kupa
- Győztes: 2007-08

Belga labdarúgó-szuperkupa
- Győztes: 2007, 2010

Lokomotyiv Moszkva
- Orosz kupa győztes: 2014-15

Egyéni
- A Belga Jupiler League gólkirálya: 2006, 2010
- A Belga Jupiler League legjobb játékosa: 2006, 2009, 2010

## Külső hivatkozások
- Profile on Anzhi Makhachkala official website
- Mubárak Busszufa adatlapja a National-Football-Teams.com oldalon (angolul)

- Boussoufa named as Belgium's finest By Berend Scholten @ UEFA.com  Boussoufa named as Belgium's finest By Berend Scholten @ UEFA.com